# Andrzej Dunin Wąsowicz
Andrzej Dunin Wąsowicz herbu Łabędź – cześnik radomski od 1785 roku (zrezygnował przed 24 maja 1788 roku), łowczy radomski w latach 1768-1785, miecznik radomski w latach 1764-1768.
Poseł powiatu radomskiego na sejm konwokacyjny 1764 roku.